# Sound Beach
Sound Beach es un lugar designado por el censo (o aldea) ubicado en el condado de Suffolk en el estado estadounidense de Nueva York. En el censo de Estados Unidos de 2020,  tenía una población de 7416 habitantes.

## Historia
Comenzó como una comunidad veraniega en la década de 1920, cuando muchos habitantes de la ciudad adquirían terrenos para casas de campo de temporada. Con el paso de los años, se ha convertido en una zona residencial durante todo el año, conservando su tranquilo ambiente costero.

## Geografía
Sound Beach se encuentra ubicada en las coordenadas 40°57′25″N 72°58′15″O / 40.95694, -72.97083. Según la Oficina del Censo, la ciudad tiene un área total de 6,9 km² (2,7 mi²), de la cual 6,9 km² (2,7 mi²) es tierra y 0 km² (0 mi²) (0%) es agua.
La zona se caracteriza por su ambiente de pueblo pequeño, con calles arboladas y un ambiente comunitario muy unido.

## Turismo
Comunidad costera conocida por sus playas tranquilas y su ambiente apacible, que ofrece un refugio del bullicio urbano. La playa homónima, ubicada a lo largo del estrecho de Long Island, es un destino popular tanto para residentes como para visitantes. Sus aguas calmas y entorno escénico la convierten en un lugar ideal para tomar el sol, nadar y disfrutar de vistas panorámicas del litoral. 
Entre las atracciones se incluyen el histórico Centro Científico Tesla en Wardenclyffe, que celebra las innovaciones de Nikola Tesla, y el Bosque Estatal Rocky Point Pine Barrens, que ofrece rutas de senderismo y oportunidades para la recreación al aire libre.